# 拉萨厚棱芹
拉萨厚棱芹（学名：Pachypleurum lhasanum）是伞形科厚棱芹属的植物，为中国的特有植物。分布在中国大陆的西藏等地，生长于海拔4,400米至4,600米的地区，多生长在山坡草地，目前尚未由人工引种栽培。